# Ba'al (personaggio)
Ba'al è un personaggio di finzione della serie televisiva fantascientifica Stargate SG1 interpretato da Cliff Simon.

## Biografia

### La presa del potere
Ba'al era uno dei tanti Signori del Sistema in lotta gli uni contro gli altri fin quando non ebbe la possibilità di ottenere una posizione di vantaggio rispetto agli altri Goa'uld sconfiggendo il Signore del Sistema Anubis, in quel momento il più potente tra i Goa'uld.
Anubis stava infatti attaccando Kelowna, il pianeta di Jonas Quinn, con la sua nave madre; Anubis era però vulnerabile ad un attacco perché non aveva il resto della flotta con sé e la sua super arma era fuori uso. La SG-1, intenzionata a salvare il pianeta, contattò Ba'al stringendoci un patto: i terrestri gli avrebbero offerto l'opportunità di sconfiggere Anubis ed avere un vantaggio sugli altri Signori del Sistema, in cambio avrebbe lasciato in pace i Kelowniani, e così avvenne, soltanto che Anubis riuscì a scappare.
Quando Anubis attaccò la Terra e la sua flotta venne distrutta dall'arma degli Antichi, Ba'al si impossessò dell'esercito, di parte della flotta e della tecnologia che furono di Anubis ed iniziò una guerra continua e vincente contro gli altri Signori del Sistema.

### La sottomissione ad Anubis e la fine dei Goa'uld
Anubis riuscì comunque a riprendere il controllo del suo esercito, ma non eliminò Ba'al e mantenne segreto il suo ritorno al potere, cosicché tutti credessero che fosse ancora Ba'al al comando.
Le cose per il goa'uld procedevano bene finché i Replicatori non iniziarono l'attacco finale alla galassia, ingaggiando battaglia con le navi di Ba'al per tutta la galassia e vincendo su tutti i fronti; Ba'al avrebbe fatto meglio a radunare le forze e poi ingaggiare battaglia, ma la sua mentalità chiusa da Signore del Sistema gli impedì di ragionare logicamente. Nel frattempo Teal'c convinse la resistenza Jaffa ad attaccare il pianeta Dakara, consapevole che la flotta di Ba'al era impegnata contro i Replicatori, ma anche che non avrebbe potuto resistere al ritorno della flotta del goa'uld. Infatti Ba'al radunò tutta la flotta a Dakara, ma non per riconquistarlo, ma per collaborare con Jacob Carter/Selmak e Samantha Carter per calibrare l'arma degli Antichi trovata sul pianeta in modo da sconfiggere i Replicatori, riuscendoci e sconfiggendoli. Ba'al non perse tempo e subito ordinò ai Jaffa ribelli di arrendersi, dato che li aveva circondati con la sua flotta, ma questi lo avevano preceduto prendendo il controllo delle sue navi spostandosi con gli anelli trasportatori. Ba'al però riuscì a fuggire con il teletrasporto.

Il simbolo di Ba'al; è impresso sulla fronte dei suoi Jaffa

### La latitanza e i tentativi di riprendere il potere
Ricercato dai Jaffa, che nel frattempo avevano costituito una propria nazione, dai Tok'ra e dal Comando Stargate, Ba'al si rifugiò sulla Terra e si mise a capo del Trust, organizzazione che radunava vari potenti e ricchi esponenti dell'industria e dell'economia del pianeta controllata da goa'uld. Quindi creò una nuova tecnologia che gli permise di creare dei cloni di se stesso in modo che potesse agire su più fronti in modo da riconquistare il potere; Ba'al impiantò un segnalatore su di sé e su ognuno di loro:
- Un primo clone venne catturato dai Jaffa e giustiziato, cosicché i Jaffa credessero che Ba'al fosse morto; la SG-1 sapeva che vi erano altri cloni, ma non lo dissero ai Jaffa, che la avrebbe accusata di volerli screditare.[9]
- Un altro usò il controllo mentale per controllare i membri del consiglio della Nazione libera dei Jaffa per impedire che avvenissero elezioni democratiche; fu fermato dalla SG-1.[10]
- Un altro rubò e usò il teletrasporto Asgard per rubare degli Stargate, ma fu ucciso dall'Alleanza Lucian.[11]

Rimasero comunque molti altri cloni.
Nel frattempo gli Ori stavano conquistando facilmente la galassia e Ba'al, come il Comando Stargate, cerca un modo per fermarli; l'unico modo è trovare l'arma di Merlino, l'unica arma in grado di eliminare esseri ascesi.
La SG-1 non ha ancora trovato l'arma e Ba'al ne approfitta per rubare degli indirizzi Stargate dal database del Comando Stargate: il goa'uld si presenta al SGC dicendo di possedere delle informazioni sull'arma di Merlino, chiedendo in cambio alla SG-1 di scovare gli altri cloni e ucciderli, dato che si sono rivelati solo una seccatura. Una volta che tutti i cloni sono al Comando Stargate, uno di essi si libera e raduna gli altri cloni, ruba gli indirizzi e si teletrasporta scappando ai militari.
Individuato il pianeta dove si trova l'arma, Ba'al si reca lì e nonostante inizi la ricerca con tre giorni di vantaggio rimane intrappolato in un tranello e liberato dalla SG-1, a cui si unisce per aiutarli a trovare l'arma. Arrivati sul pianeta dove è tenuto Merlino in stasi, Ba'al aiuta Samantha Carter a riparare il DHD per scappare dalle truppe Ori sulle loro tracce. La SG-1 riesce a scappare tranne Daniel, che viene catturato da Adria, comandante delle truppe Ori, mentre Ba'al viene ucciso da un soldato Ori. Esso si rivelerà essere l'ennesimo clone.
Successivamente la SG-1 riuscì a catturare Adria, ma Ba'al la cattura a sua volta e abbandona il suo corpo per trasferirsi in quello dell'Orici; il suo scopo è infatti prendere il controllo delle armate Ori. Quando però la SG-1 chiede ad un Tok'ra di rimuovere il simbionte Ba'al dal corpo di Adria, il goa'uld preferisce secernere una tossina capace di uccidere sia il simbionte che l'ospite; Adria riesce comunque ad ascendere prima che la tossina faccia effetto.

### La fine
In seguito verranno catturati tutti i cloni di Ba'al; l'ultimo sarà portato sul pianeta dei Tok'ra dove il goa'uld sarà processato e poi estratto dal corpo ospite che occupa da duemila anni. Ma durante la cerimonia di estrazione, Ba'al avverte la SG-1, che è accompagnata da Jack O'Neill, che lui è l'ultimo dei cloni, ma il vero Ba'al è ancora latitante ed ha un piano per riconquistare il potere. Poco dopo gli edifici e le persone presenti iniziano a svanire, tra cui Teal'c e Vala Mal Doran. Il clone si libera e uccide O'Neill, venendo a sua volta ucciso da Cameron Mitchell. In seguito i membri rimanenti della squadra SG-1 attraversano lo Stargate per tornare sulla Terra, arrivando però in una linea temporale diversa dove Ba'al è il capo incontrastato dei Signori del Sistema e sta per attaccare la Terra, Vala è ospite della regina goa'uld Quetesh e Teal'c è il Primo di Ba'al. La SG-1 riesce comunque a sventare il piano di Ba'al e riaggiusta la linea temporale, quindi nella cerimonia di estrazione il goa'uld viene estratto dal corpo ospite ed eliminato definitivamente.

## Curiosità
- Ba'al è stato eletto dai lettori di Stargate Magazine e Total Sci-Fi il miglior "cattivo" di Stargate, davanti a Michael Kenmore di Stargate Atlantis.[17]